# Nekrolog 1. Quartal 1956
Nekrolog
◄◄
| ◄
| 1952
| 1953
| 1954
| 1955
| 1956 | 1957 | 1958 | 1959 | 1960 | ► | ►►
1. Quartal |
2. Quartal |
3. Quartal |
4. Quartal 1956
Weitere Ereignisse | Allgemeiner Nekrolog 1956
Die Beschreibung der verstorbenen Person sollte so kurz wie möglich gehalten sein und nur deren signifikante Tätigkeit(en) enthalten.
Neue Namen ggf. auch unter dem Geburts- und Sterbedatum, also etwa unter 1. Januar und im Geburts- und Sterbejahr (2024) eintragen (nur bei entsprechender großer Wichtigkeit). Für Beispiele siehe die schon vorhandenen Artikel.
Außerdem über die fünf zuletzt Verstorbenen, zu denen es einen ausreichend guten Artikel für eine Präsentation auf der Hauptseite gibt, nach der todesbedingten Überarbeitung der Artikel ggf. auch unter Wikipedia Diskussion:Hauptseite informieren und sie am besten auch in den anderen Wikipedia-Sprachversionen eintragen. Tipp: Regelmäßig bei news.google.de nach „ist tot“, „gestorben“ oder „verstorben“ suchen.
Wenn eine Person gestorben ist, gibt es viele Seiten zu dieser Person in der Wikipedia, die davon auch betroffen sind und entsprechend aktualisiert werden müssen. Beispiele: Namenübersichtsseite, Geburtsjahr, Geburtsort-Seiten und viele mehr.
Wie finde ich die betroffenen Seiten?
Im Suchfeld auf der linken Seite gibt man den Suchbegriff so ein: „Vorname Nachname“. Dann klickt man auf Volltext und alle Seiten mit entsprechendem Suchtext werden aufgerufen. Hier sieht man dann schnell, wo auch das Todesjahr Sinn macht oder sogar ein Teil des Artikels angepasst werden muss. Auch hilft das „Werkzeug“ auf der linken Seite sehr gut, um solche Seiten aufzufinden: „Links auf diese Seite“. Somit ist die Wikipedia wieder aktuell in allen Bereichen! Hinweis: bei Eintragung der Kategorie „Gestorben JAHR“ wird der Missbrauchsfilter 49 ausgelöst, was jedoch nicht schlimm ist. Siehe: Spezial:Missbrauchsfilter/49
Dies ist eine Liste von im ersten Quartal 1956 verstorbenen bekannten Persönlichkeiten. Die Einträge erfolgen innerhalb der einzelnen Daten alphabetisch sortiert. Tiere sind im Nekrolog für Tiere zu finden.

## Januar
| Tag        | Name                                     | Beruf, bekannt als                                                                                             | Alter | Beleg |
| ---------- | ---------------------------------------- | --- | ----- | ----- |
| 1. Januar  | Ludwig Dürr                              | deutscher Luftschiff-Konstrukteur                                                                              | 77    |       |
| 1. Januar  | Georg von Ebert                          | deutscher Wirtschaftswissenschaftler                                                                           | 70    |       |
| 1. Januar  | Ernst Erny                               | Schweizer Politiker                                                                                            | 71    |       |
| 1. Januar  | Wilko von Klüchtzner                     | deutscher Verwaltungsjurist und Finanzminister in Thüringen                                                    | 78    |       |
| 1. Januar  | Johann L’Hoste                           | saarländischer Politiker                                                                                       | 65    |       |
| 1. Januar  | Friedrich Lohmann                        | deutscher Jurist                                                                                               | 86    |       |
| 1. Januar  | Ludger Mintrop                           | deutscher Geophysiker                                                                                          | 75    |       |
| 1. Januar  | Hermann von Wedderkop                    | deutscher Schriftsteller und Übersetzer                                                                        | 80    |       |
| 2. Januar  | Temistocles da Graça Aranha              | brasilianischer Diplomat                                                                                       | 61    |       |
| 2. Januar  | Fernand Jourdant                         | französischer Degenfechter                                                                                     | 52    |       |
| 2. Januar  | Wilhelm Meisner                          | deutscher Ophthalmologe und Hochschullehrer                                                                    | 74    |       |
| 2. Januar  | Eugen Papst                              | deutscher Komponist und Hochschullehrer                                                                        | 69    |       |
| 2. Januar  | Thomas Wharton Phillips junior           | US-amerikanischer Politiker                                                                                    | 81    |       |
| 3. Januar  | Vaclovas Biržiška                        | litauischer Jurist                                                                                             | 71    |       |
| 3. Januar  | Alexander Tichonowitsch Gretschaninow    | russischer Komponist                                                                                           | 91    |       |
| 3. Januar  | William S. Haas                          | deutscher Philosoph, Psychologe und Soziologe                                                                  | 72    |       |
| 3. Januar  | Pedro Subercaseaux Errázuriz             | chilenischer Maler                                                                                             | 75    |       |
| 3. Januar  | Joseph Wirth                             | deutscher Politiker (Zentrumspartei), MdR                                                                      | 76    |       |
| 4. Januar  | Märtha Adlerstråhle                      | schwedische Tennisspielerin                                                                                    | 87    |       |
| 4. Januar  | Max Buchholz                             | deutscher Elektrotechniker                                                                                     | 80    |       |
| 4. Januar  | Max Feistel                              | deutscher Architekt                                                                                            | 64    |       |
| 4. Januar  | Wilhelm Röpke                            | deutscher Maler und Radierer                                                                                   | 82    |       |
| 5. Januar  | Mistinguett                              | französische Schauspielerin und Sängerin                                                                       | 80    |       |
| 5. Januar  | Gaspare Oliverio                         | italienischer Archäologe                                                                                       | 68    |       |
| 5. Januar  | Genoveva Torres Morales                  | spanische Ordensschwester, Gründerin der Schwesternschaft vom heiligen Herzen Jesu und von den heiligen Engeln | 86    |       |
| 5. Januar  | Arthur Elijah Trueman                    | britischer Geologe                                                                                             | 61    |       |
| 6. Januar  | Albert Kuntzemüller                      | deutscher Oberrealschuldirektor und Historiker                                                                 | 75    |       |
| 6. Januar  | Samuel Roy McKelvie                      | US-amerikanischer Politiker                                                                                    | 74    |       |
| 6. Januar  | Sonja Schlesin                           | südafrikanische Bürgerrechtlerin                                                                               | 67    |       |
| 6. Januar  | August Zellner                           | Reichsgerichtsrat                                                                                              | 76    |       |
| 7. Januar  | Morgan G. Sanders                        | US-amerikanischer Politiker                                                                                    | 77    |       |
| 7. Januar  | Friedrich Hermann Ernst Schneidler       | deutscher Typograf, Kalligraph und Hochschulprofessor                                                          | 73    |       |
| 7. Januar  | Rudolph Wolken                           | deutsch-US-amerikanischer Ringer                                                                               | 74    |       |
| 8. Januar  | Jim Elliot                               | US-amerikanischer Missionar und Geistlicher                                                                    | 28    |       |
| 8. Januar  | Else Falk                                | deutsche Frauenrechtlerin und Sozialpolitikerin in der Weimarer Republik                                       | 83    |       |
| 8. Januar  | Greenleaf Whittier Pickard               | US-amerikanischer Ingenieur                                                                                    | 78    |       |
| 8. Januar  | Hermann Schreibmüller                    | deutscher Historiker und Gymnasiallehrer                                                                       | 81    |       |
| 8. Januar  | Walter Werner                            | deutscher Film- und Theaterschauspieler                                                                        | 72    |       |
| 9. Januar  | Julius Herman Boeke                      | niederländischer Ökonom                                                                                        | 71    |       |
| 9. Januar  | Josef Fenneker                           | deutscher Künstler und Bühnenbildner                                                                           | 60    |       |
| 9. Januar  | Marion Leonard                           | US-amerikanische Schauspielerin, Regisseurin, Produzentin und Drehbuchautorin                                  | 74    |       |
| 9. Januar  | Paul de Maleingreau                      | französischer Komponist und Organist                                                                           | 68    |       |
| 9. Januar  | Alfred Richard Meyer                     | deutscher Schriftsteller                                                                                       | 73    |       |
| 9. Januar  | Urbain Rouziès                           | französischer Kirchenhistoriker und Bibliothekar                                                               | 83    |       |
| 9. Januar  | Helmer Smith                             | schwedischer Indologe                                                                                          | 73    |       |
| 9. Januar  | Theodore St. John                        | US-amerikanischer Drehbuchautor                                                                                | 49    |       |
| 9. Januar  | Franz Zimmermann                         | österreichischer Maler                                                                                         | 91    |       |
| 10. Januar | Charles John Allen                       | britischer Bildhauer                                                                                           | 93    |       |
| 10. Januar | Zonia Baber                              | US-amerikanische Geologin und Hochschullehrerin                                                                | 93    |       |
| 10. Januar | Hendricus Petrus Bremmer                 | niederländischer Maler, Kunstkritiker, Kunstvermittler, Kunstpädagoge                                          | 84    |       |
| 10. Januar | Hermann Esch                             | deutscher Architekt                                                                                            | 76    |       |
| 10. Januar | Ludwig Hesshaimer                        | österreichischer Zeichner und Illustrator                                                                      | 83    |       |
| 10. Januar | Augustine Kandathil                      | indischer Geistlicher, römisch-katholischer Erzbischof                                                         | 81    |       |
| 10. Januar | Alfred Klotz                             | deutscher klassischer Philologe                                                                                | 81    |       |
| 10. Januar | César Moro                               | peruanischer Lyriker und Maler                                                                                 | 52    |       |
| 10. Januar | Dagobert Müller von Thomamühl            | österreichischer Marineoffizier und Erfinder                                                                   | 75    |       |
| 10. Januar | Karl Ludwig Schmidt                      | evangelischer Theologe                                                                                         | 64    |       |
| 10. Januar | Eduard Wymann                            | Schweizer Priester, Staatsarchivar und Historiker                                                              | 85    |       |
| 11. Januar | Walther Dobbelmann                       | deutscher Politiker                                                                                            | 81    |       |
| 12. Januar | Friedrich Wilhelm von Bissing            | deutscher Ägyptologe                                                                                           | 82    |       |
| 12. Januar | Johanna von Destouches                   | deutsche Malerin und Dichterin                                                                                 | 86    |       |
| 12. Januar | Franz Dinghofer                          | österreichischer Richter und Politiker                                                                         | 82    |       |
| 12. Januar | Konrad Karl Glaser                       | deutscher Landwirt und Politiker (HBB, DNVP), MdR                                                              | 79    |       |
| 12. Januar | Norman Kerry                             | US-amerikanischer Schauspieler                                                                                 | 61    |       |
| 12. Januar | Sam Langford                             | US-amerikanischer Boxer                                                                                        | 72    |       |
| 12. Januar | Fritz Medicus                            | deutsch-schweizerischer Philosoph                                                                              | 79    |       |
| 12. Januar | Ferdinand Möller                         | deutscher Kunsthändler                                                                                         | 73    |       |
| 13. Januar | Lyonel Feininger                         | deutsch-amerikanisch-französischer Karikaturist und Maler                                                      | 84    |       |
| 13. Januar | Adolf Gaudy                              | Schweizer Architekt                                                                                            | 83    |       |
| 13. Januar | Jacob Makohin                            | ukrainisch-amerikanischer Adeliger, Offizier und politischer Lobbyist                                          | 75    |       |
| 13. Januar | Dagmar Möller                            | schwedische Sängerin und Gesangspädagogin norwegischer Herkunft                                                | 89    |       |
| 13. Januar | Caroline Phillips                        | schottisch-britische Journalistin und Frauenwahlrechtsaktivistin                                               | 85    |       |
| 13. Januar | Henry Wickham Steed                      | britischer Journalist und Historiker                                                                           | 84    |       |
| 14. Januar | Adolf Hacker                             | deutscher Bildhauer und Industriedesigner                                                                      | 47    |       |
| 14. Januar | Siegfried Ferdinand Nadel                | britischer Musikwissenschaftler, Psychologe und Sozialanthropologe                                             | 52    |       |
| 14. Januar | Arno Platzbecker                         | deutscher Maler                                                                                                | 61    |       |
| 15. Januar | Homer Boss                               | US‑amerikanischer Maler, Grafiker und Kunstpädagoge                                                            | 73    |       |
| 15. Januar | Bartolomé Pérez Casas                    | spanischer Komponist, Dirigent und Musikpädagoge                                                               | 82    |       |
| 15. Januar | Gerson Stern                             | deutscher Schriftsteller                                                                                       | 81    |       |
| 16. Januar | Albert Kurt Beyer                        | deutscher Geologe                                                                                              | 48    |       |
| 16. Januar | Moritz David                             | deutscher Rabbiner in Bochum                                                                                   | 80    |       |
| 16. Januar | Jerry J. O’Connell                       | US-amerikanischer Politiker                                                                                    | 46    |       |
| 16. Januar | Luigi Stefanini                          | italienischer Philosoph und Pädagoge                                                                           | 64    |       |
| 17. Januar | Arthur Felix                             | Bakteriologe                                                                                                   | 68    |       |
| 17. Januar | Otto Gerloff                             | deutscher Jurist und Politiker                                                                                 | 79    |       |
| 17. Januar | Andrés Recalde                           | uruguayischer Boxer                                                                                            | 51    |       |
| 17. Januar | Blind Alfred Reed                        | US-amerikanischer Old-Time-Musiker                                                                             | 75    |       |
| 17. Januar | José Enrique Marrero Regalado            | spanischer Architekt                                                                                           | 58    |       |
| 18. Januar | Makbule Atadan                           | Schwester des Staatsgründers der Türkei                                                                        |       |       |
| 18. Januar | Marthe Boël                              | belgische Frauenrechtlerin                                                                                     | 78    |       |
| 18. Januar | Paul Ehrenberg                           | deutscher Agrikulturchemiker; Hochschullehrer und Rektor in Breslau                                            | 80    |       |
| 18. Januar | Heikki Malmivirta                        | finnischer Leichtathlet                                                                                        | 57    |       |
| 18. Januar | Konstantin Päts                          | estnischer Politiker                                                                                           | 81    |       |
| 18. Januar | Frantz Rosenberg                         | norwegischer Sportschütze                                                                                      | 72    |       |
| 19. Januar | J. Leroy Adair                           | US-amerikanischer Jurist und Politiker                                                                         | 68    |       |
| 19. Januar | Prabodh Chandra Bagchi                   | indischer Philologe                                                                                            | 57    |       |
| 19. Januar | Charles Dingle                           | US-amerikanischer Schauspieler                                                                                 | 68    |       |
| 19. Januar | Theodor Endres                           | deutscher Offizier, General der Artillerie im Zweiten Weltkrieg                                                | 79    |       |
| 19. Januar | Walther Franz                            | deutscher Marineoffizier, zuletzt Vizeadmiral im Zweiten Weltkrieg                                             | 75    |       |
| 19. Januar | Salvador Garcia Pintos                   | uruguayischer Politiker                                                                                        |       |       |
| 19. Januar | Nikolai Alexandrowitsch Kolomenkin-Panin | russischer Eiskunstläufer                                                                                      | 84    |       |
| 19. Januar | Paul Rabbow                              | deutscher Altphilologe                                                                                         | 88    |       |
| 19. Januar | Oskar Wirth                              | deutscher Politiker (BCSV, CDU)                                                                                | 71    |       |
| 20. Januar | Martin O’Sullivan                        | irischer Politiker                                                                                             |       |       |
| 21. Januar | Bebe Brătianu                            | rumänischer Politiker                                                                                          | 68    |       |
| 21. Januar | Pablo Monguió                            | spanischer Architekt des katalanischen Modernismus                                                             | 90    |       |
| 21. Januar | Paul Steegemann                          | deutscher Verleger                                                                                             | 61    |       |
| 21. Januar | Anneke van der Feer                      | niederländische Malerin und Lithografin                                                                        | 53    |       |
| 21. Januar | Eugen Vögler                             | deutscher Manager                                                                                              | 71    |       |
| 22. Januar | Elisabeth Iwanowna Epstein               | russische Malerin                                                                                              | 76    |       |
| 22. Januar | Béla Kádár                               | ungarischer Maler und Zeichner                                                                                 | 78    |       |
| 23. Januar | Thami El Glaoui                          | Pascha von Marrakesch (1918–1955)                                                                              |       |       |
| 23. Januar | Otto Rudolf Haas                         | deutscher Stahlindustrieller                                                                                   | 77    |       |
| 23. Januar | Albert Hüper                             | österreichischer Industrieller und Politiker, Landtagsabgeordneter                                             | 85    |       |
| 23. Januar | Alexander Korda                          | ungarisch-britischer Filmproduzent und Filmregisseur                                                           | 62    |       |
| 23. Januar | Daniel Swarovski                         | österreichischer Glasschleifer böhmischer Herkunft und Gründer des Unternehmens Swarovski                      | 93    |       |
| 24. Januar | Max Denker                               | deutscher Politiker (SPD)                                                                                      | 62    |       |
| 24. Januar | Oskar Karlweis                           | österreichischer Schauspieler                                                                                  | 61    |       |
| 24. Januar | Eduard Rothauser                         | deutscher Schauspieler                                                                                         | 79    |       |
| 24. Januar | Werner Wagner                            | deutscher Psychiater und Hochschullehrer                                                                       | 51    |       |
| 24. Januar | Alfred Wegerdt                           | deutscher Verwaltungsjurist                                                                                    | 77    |       |
| 25. Januar | Horatio Ballantyne                       | britischer Chemiker und Manager                                                                                |       |       |
| 25. Januar | Ivan Bratt                               | schwedischer Arzt, Politiker, Mitglied des Riksdag und Unternehmer                                             | 77    |       |
| 25. Januar | Heinz Geilfus                            | deutscher Werbegrafiker, Cartoonist und Jagdmaler                                                              | 65    |       |
| 25. Januar | Friedrich Greve                          | deutscher Politiker (SPD), MdL                                                                                 | 63    |       |
| 25. Januar | Otto Könnecke                            | deutscher Jagdflieger im Ersten Weltkrieg                                                                      | 63    |       |
| 25. Januar | Arthur B. Rouse                          | US-amerikanischer Politiker                                                                                    | 81    |       |
| 26. Januar | Allan Wolsey Cardinall                   | britischer Kolonialadministrator                                                                               | 68    |       |
| 26. Januar | Robert Helbig                            | deutscher Gymnasiallehrer und Politiker (NSDAP), MdR                                                           | 78    |       |
| 26. Januar | Fred H. Hildebrandt                      | US-amerikanischer Politiker                                                                                    | 81    |       |
| 26. Januar | Georg Marschall                          | deutscher Maler und Bildhauer                                                                                  | 84    |       |
| 26. Januar | Felix A. Theilhaber                      | deutscher Dermatologe, Schriftsteller und Zionist                                                              | 71    |       |
| 27. Januar | Max Heilmann                             | deutscher Grafiker und Maler                                                                                   | 86    |       |
| 27. Januar | Erich Kleiber                            | österreichischer Dirigent                                                                                      | 65    |       |
| 28. Januar | René Louis Becker                        | französisch-amerikanischer Komponist, Organist und Pianist                                                     | 73    |       |
| 28. Januar | Marie Juchacz                            | deutsche Sozialreformerin, Frauenrechtlerin und Politikerin (SPD), MdR                                         | 76    |       |
| 28. Januar | Joseph V. McKee                          | US-amerikanischer Politiker                                                                                    | 66    |       |
| 29. Januar | William Beery                            | US-amerikanischer Komponist                                                                                    | 103   |       |
| 29. Januar | Hino Sōjō                                | japanischer Haiku-Dichter                                                                                      | 54    |       |
| 29. Januar | Ole Holm                                 | norwegischer Sportschütze                                                                                      | 85    |       |
| 29. Januar | Eduard Keeser                            | deutscher Pharmakologe und Hochschullehrer                                                                     | 63    |       |
| 29. Januar | Henry L. Mencken                         | US-amerikanischer Publizist und Schriftsteller                                                                 | 75    |       |
| 30. Januar | Hans Beschorner                          | deutscher Archivar und Historiker                                                                              | 83    |       |
| 30. Januar | Gottfried Gelfort                        | deutscher Ruderer                                                                                              | 71    |       |
| 30. Januar | Gerrit Mannoury                          | niederländischer Mathematiker und Philosoph                                                                    | 88    |       |
| 30. Januar | Hans von Tettau                          | deutscher General der Infanterie im Zweiten Weltkrieg                                                          | 67    |       |
| 31. Januar | Florina Boenigh                          | deutsche römisch-katholische Ordensfrau und Märtyrin                                                           | 61    |       |
| 31. Januar | Elsa Genest-Arndt                        | deutsche Landschaftsmalerin                                                                                    | 73    |       |
| 31. Januar | Joe J. Manlove                           | US-amerikanischer Politiker                                                                                    | 79    |       |
| 31. Januar | A. A. Milne                              | englischer Schriftsteller                                                                                      | 74    |       |
| 31. Januar | Paul L. Patterson                        | US-amerikanischer Politiker                                                                                    | 55    |       |
| Januar     | Herbert Geßner                           | deutscher politischer Hörfunkkommentator                                                                       | 35    |       |
| Januar     | Karl Graf                                | österreichischer Fußballspieler                                                                                | 49    |       |
| Januar     | Kichiji Tamasu                           | japanischer Tischtennisspieler                                                                                 |       |       |

## Februar
| Tag         | Name                                  | Beruf, bekannt als                                                                                              | Alter | Beleg |
| ----------- | ------------------------------------- | --- | ----- | ----- |
| 1. Februar  | Carl Camenisch                        | Schweizer reformierter Pfarrer und Historiker                                                                   | 81    |       |
| 1. Februar  | Earl R. Lewis                         | US-amerikanischer Politiker (Republikanische Partei)                                                            | 68    |       |
| 1. Februar  | Heinrich Neuerburg                    | deutscher Unternehmer, Generalkonsul von Griechenland in Köln                                                   | 73    |       |
| 1. Februar  | Ferdinand Pamberger                   | österreichischer Maler                                                                                          | 82    |       |
| 1. Februar  | Arthur-Adrien Porchet                 | Schweizer Kameramann                                                                                            | 76    |       |
| 1. Februar  | Antônio José dos Santos               | brasilianischer Ordensgeistlicher, Bischof von Assis                                                            | 83    |       |
| 1. Februar  | Rudi Wascher                          | deutscher Politiker (KPD), MdL                                                                                  | 51    |       |
| 2. Februar  | Bob Burns                             | US-amerikanischer Schauspieler                                                                                  | 65    |       |
| 2. Februar  | Charley Grapewin                      | US-amerikanischer Schauspieler                                                                                  | 86    |       |
| 2. Februar  | Truxtun Hare                          | US-amerikanischer Leichtathlet                                                                                  | 77    |       |
| 2. Februar  | Pjotr Petrowitsch Kontschalowski      | russischer Maler                                                                                                | 79    |       |
| 2. Februar  | Robert McAlmon                        | US-amerikanischer Autor und Verleger                                                                            | 60    |       |
| 2. Februar  | Ottone Schanzer                       | österreichischer Literat und Librettist mit italienischer Staatsbürgerschaft                                    | 78    |       |
| 3. Februar  | Émile Borel                           | französischer Mathematiker und Politiker                                                                        | 85    |       |
| 3. Februar  | Johnny Claes                          | belgischer Automobilrennfahrer und Jazzmusiker                                                                  | 39    |       |
| 3. Februar  | Richard Hamann                        | deutscher Sanitätsoffizier, Kommandeur der Militärärztlichen Akademie, Generalstabsarzt der Wehrmacht           | 87    |       |
| 3. Februar  | Pier Silverio Leicht                  | italienischer Jurist, Historiker und Bibliothekar                                                               | 81    |       |
| 3. Februar  | Herschel McCoy                        | US-amerikanischer Kostümdesigner                                                                                | 43    |       |
| 3. Februar  | Eilhard Alfred Mitscherlich           | deutscher Bodenkundler und Pflanzenbauwissenschaftler                                                           | 81    |       |
| 3. Februar  | Leo Schieder                          | deutscher Politiker (KPD), MdL                                                                                  | 46    |       |
| 3. Februar  | Petar Skok                            | kroatischer Romanist, Slawist, Balkanologe, Onomastiker und Etymologe                                           | 74    |       |
| 3. Februar  | J. Mark Wilcox                        | US-amerikanischer Politiker                                                                                     | 65    |       |
| 3. Februar  | Robert Yerkes                         | US-amerikanischer Psychologe, Ethologe und Primatologe                                                          | 79    |       |
| 4. Februar  | Janko Binenbaum                       | Komponist | 75    |       |
| 4. Februar  | Peder Gram                            | dänischer Komponist und Dirigent                                                                                | 74    |       |
| 4. Februar  | Emil von Oppenheim                    | deutscher Privatbankier                                                                                         | 94    |       |
| 5. Februar  | Gifford Beal                          | amerikanischer Maler, Grafiker und Wandmaler                                                                    | 77    |       |
| 5. Februar  | Alfredo Boccolini                     | italienischer Schauspieler                                                                                      | 70    |       |
| 5. Februar  | Franz Fiedler                         | deutscher Fotograf der Neuen Sachlichkeit                                                                       | 70    |       |
| 5. Februar  | Savielly Tartakower                   | polnisch-französischer Schachspieler                                                                            | 68    |       |
| 5. Februar  | Stanley T. Williams                   | amerikanischer Literaturwissenschaftler                                                                         |       |       |
| 6. Februar  | Fritz Bühlmann                        | deutscher Architekt und Zeichner                                                                                | 81    |       |
| 6. Februar  | Erich Caspar                          | deutscher Zimmerer und Politiker (SPD)                                                                          | 77    |       |
| 6. Februar  | Henri Chrétien                        | französischer Astronom und Erfinder                                                                             | 77    |       |
| 6. Februar  | Friederike Manner                     | österreichische Schriftstellerin und Literaturkritikerin                                                        | 51    |       |
| 6. Februar  | Ernst Schaible                        | österreichischer Feldmarschalleutnant und Leiter des Eisenbahnministeriums                                      | 87    |       |
| 6. Februar  | Oskar Varnhagen                       | deutscher Jurist und Politiker                                                                                  | 82    |       |
| 7. Februar  | Marcelle Aaron                        | französische Komponistin und Pianistin                                                                          | 61    |       |
| 7. Februar  | Joseph Louis Marie Andlauer           | französischer General                                                                                           | 86    |       |
| 7. Februar  | J. Twing Brooks                       | US-amerikanischer Politiker                                                                                     | 71    |       |
| 7. Februar  | Roderich Müller-Guttenbrunn           | österreichischer Schriftsteller                                                                                 | 64    |       |
| 7. Februar  | Otto Nahrhaft                         | österreichischer Jurist, Präsident des Straflandesgerichtes Wien                                                | 75    |       |
| 7. Februar  | Margarete Pausinger                   | österreichische Malerin und Grafikerin                                                                          | 76    |       |
| 7. Februar  | Carl Schelenz                         | deutscher Leichtathlet und Sportlehrer                                                                          | 66    |       |
| 7. Februar  | Isabelle Vengerova                    | russisch-US-amerikanische Pianistin                                                                             | 78    |       |
| 8. Februar  | Hans Conradi                          | deutscher Filmproduktionsleiter, Herstellungsleiter, Regisseur, Filmeditor, Tontechniker und Schauspieler       | 69    |       |
| 8. Februar  | Johannes Haantjes                     | niederländischer Mathematiker                                                                                   | 46    |       |
| 8. Februar  | Gustav Hermann Krumbiegel             | deutscher Gartenarchitekt und Botaniker                                                                         | 90    |       |
| 8. Februar  | Vera Lewis                            | US-amerikanische Schauspielerin                                                                                 | 82    |       |
| 8. Februar  | Robert Morss Lovett                   | US-amerikanischer Autor, Hochschullehrer und Politiker                                                          | 85    |       |
| 8. Februar  | Connie Mack                           | US-amerikanischer Baseballspieler, Manager und Teambesitzer                                                     | 93    |       |
| 8. Februar  | Eliot Makeham                         | britischer Theater- und Filmschauspieler                                                                        | 73    |       |
| 8. Februar  | Gustaf Sandberg                       | schwedischer Fußballspieler                                                                                     | 67    |       |
| 8. Februar  | William Thompson                      | US-amerikanischer Ruderer                                                                                       | 47    |       |
| 9. Februar  | Leopoldo de Alpandeire                | spanischer Kapuziner, Seliger                                                                                   | 91    |       |
| 9. Februar  | Oskar Büttner                         | deutscher Pfarrer und Publizist                                                                                 | 80    |       |
| 09. Februar | Inge Heijbroek                        | niederländischer Hockeyspieler                                                                                  | 40    |       |
| 9. Februar  | Léon Huybrechts                       | belgischer Regattasegler                                                                                        | 79    |       |
| 9. Februar  | Gustav Pietsch                        | deutscher Politiker (SPD), MdA                                                                                  | 64    |       |
| 9. Februar  | Chauncey W. Reed                      | US-amerikanischer Politiker                                                                                     | 65    |       |
| 9. Februar  | Rolf Vollé                            | Schweizer Kunstmaler                                                                                            | 55    |       |
| 9. Februar  | Jan Kapistrán Vyskočil                | tschechischer Theologe und Historiker sowie Franziskaner                                                        | 69    |       |
| 10. Februar | Hans-Otto de Boor                     | deutscher Rechtswissenschaftler                                                                                 | 69    |       |
| 10. Februar | Wilhelm Herberholz                    | deutscher Maler, Grafiker und Hochschullehrer                                                                   | 75    |       |
| 10. Februar | Julius Arnold Koch                    | deutsch-amerikanischer Chemiker                                                                                 | 91    |       |
| 10. Februar | Otto Müller                           | deutscher Verleger                                                                                              | 54    |       |
| 10. Februar | Albert Predeek                        | deutscher Bibliothekar                                                                                          | 72    |       |
| 10. Februar | Theodor Schweizer                     | schweizerischer autodidaktischer Archäologe                                                                     | 63    |       |
| 10. Februar | Leonora Speyer                        | US-amerikanische Dichterin und Pulitzer-Preisträgerin                                                           | 83    |       |
| 10. Februar | Hugh Trenchard, 1. Viscount Trenchard | britischer General und Chef der Royal Air Force                                                                 | 83    |       |
| 10. Februar | Emmanouil Tsouderos                   | griechischer Politiker und Ministerpräsident                                                                    | 73    |       |
| 11. Februar | Helene Granitsch                      | österreichische Schriftstellerin                                                                                | 79    |       |
| 11. Februar | William Lewis                         | britischer Chemiker                                                                                             | 70    |       |
| 12. Februar | Ezriel Carlebach                      | israelischer Journalist, Jurist                                                                                 | 47    |       |
| 12. Februar | Ernst Fritz                           | deutscher Pädagoge und Schriftsteller                                                                           | 79    |       |
| 12. Februar | Moritz Heidegger                      | liechtensteinischer Bobfahrer                                                                                   | 23    |       |
| 12. Februar | Walther Hoeck                         | deutscher Maler, insbesondere zur Zeit des Nationalsozialismus                                                  | 70    |       |
| 12. Februar | Hans von Oldershausen                 | preußischer Landrat                                                                                             | 80    |       |
| 13. Februar | Emmett Reid Dunn                      | US-amerikanischer Herpetologe                                                                                   | 61    |       |
| 13. Februar | Max Leo Keller                        | Schweizer Ingenieur und Politiker der Frontenbewegung                                                           | 58    |       |
| 13. Februar | Richard Olsen                         | dänischer Ruderer                                                                                               | 44    |       |
| 13. Februar | Samuel Porter, Baron Porter           | britischer Jurist                                                                                               | 79    |       |
| 13. Februar | Jan Łukasiewicz                       | polnischer Philosoph, Mathematiker und Logiker                                                                  | 77    |       |
| 14. Februar | Henri Arnaud                          | französischer Mittelstreckenläufer                                                                              | 64    |       |
| 14. Februar | Frank Birch                           | britischer Filmschauspieler, Pantomime und Kryptoanalytiker                                                     | 66    |       |
| 14. Februar | Walter Henry Cowan                    | britischer Admiral im Ersten Weltkrieg                                                                          | 84    |       |
| 14. Februar | Enrique Sáenz-Valiente                | argentinischer Sportschütze und Autorennfahrer                                                                  | 39    |       |
| 14. Februar | Gustav Strohm                         | deutscher Ministerialbeamter                                                                                    | 73    |       |
| 14. Februar | Otto Thiem                            | deutscher Bildhauer, Modelleur und Fachlehrer                                                                   | 79    |       |
| 15. Februar | Arnošt Bart-Brězynčanski              | sorbischer Politiker und nationaler Aktivist                                                                    | 85    |       |
| 15. Februar | Franz Eger                            | deutscher Bürgermeister, Hildesheimer Kommunalpolitiker (SPD), MdL                                              | 66    |       |
| 15. Februar | James B. Macelwane                    | US-amerikanischer Seismologe                                                                                    | 72    |       |
| 15. Februar | Viktor Mäulen                         | deutscher Fußballspieler und -funktionär                                                                        | 77    |       |
| 15. Februar | Antonie Zerwer                        | deutsche Kinderkrankenschwester und Ordensschwester                                                             | 82    |       |
| 16. Februar | Erich Lewinski                        | deutscher Politiker (SPD) und Verlagsmanager                                                                    | 57    |       |
| 16. Februar | Mario Massa                           | italienischer Schwimmer                                                                                         | 63    |       |
| 16. Februar | Meghnad Saha                          | indischer Physiker                                                                                              | 62    |       |
| 16. Februar | Ezio Vanoni                           | italienischer Ökonom und Politiker                                                                              | 52    |       |
| 17. Februar | Arschak Adamjan                       | sowjetisch-armenischer Dirigent, Komponist, Musikwissenschaftler und Musikkritiker                              | 71    |       |
| 17. Februar | Wilhelm Müller                        | deutscher Eisenbahningenieur und Rektor der RWTH Aachen                                                         | 73    |       |
| 17. Februar | Michael Rasumny                       | russischer Schauspieler                                                                                         | 65    |       |
| 17. Februar | Jacques Ernst Sonderegger             | Schweizer Maler und Grafiker                                                                                    | 73    |       |
| 17. Februar | Hans Strigl                           | österreichischer Maler                                                                                          | 58    |       |
| 18. Februar | Wilhelm Becker                        | deutscher Unternehmer, Oberbürgermeister von Pforzheim                                                          | 72    |       |
| 18. Februar | Bernhard Breitenstein                 | deutscher Jurist und Parlamentarier                                                                             | 76    |       |
| 18. Februar | Paolo Buzzi                           | italienischer Dichter des Futurismus                                                                            | 82    |       |
| 18. Februar | Gustave Charpentier                   | französischer Komponist                                                                                         | 95    |       |
| 18. Februar | Rüdiger von Heyking                   | deutscher Offizier, zuletzt Generalleutnant im Zweiten Weltkrieg                                                | 62    |       |
| 18. Februar | Heinrich Kronen                       | deutscher Politiker (FDP), MdL                                                                                  | 72    |       |
| 18. Februar | Daniel Pauluzzi                       | österreichischer Maler und Bildhauer                                                                            | 89    |       |
| 18. Februar | Peter Rohr                            | rumäniendeutscher Komponist und Dirigent                                                                        | 74    |       |
| 19. Februar | Karl Bader                            | deutscher Historiker und Bibliothekar                                                                           | 87    |       |
| 19. Februar | Mithat Şükrü Bleda                    | makedonischer Politiker (Jungtürken)                                                                            |       |       |
| 19. Februar | Karl Bösch                            | österreichischer Politiker (GdP), Landtagsabgeordneter, Abgeordneter zum Nationalrat                            | 76    |       |
| 19. Februar | Ulfert Janssen                        | deutscher Bildhauer                                                                                             | 77    |       |
| 19. Februar | Wilhelm Kleemann                      | deutscher Pädagoge und Politiker (SPD), MdBB                                                                    | 71    |       |
| 19. Februar | Emil Niethammer                       | deutscher Jurist und Politiker (CDU), MdL                                                                       | 86    |       |
| 19. Februar | Alfred Rausnitz                       | österreichischer Landeshauptmann des Burgenlandes                                                               | 79    |       |
| 19. Februar | Tod Slaughter                         | englischer Schauspieler                                                                                         | 70    |       |
| 19. Februar | Albert Treier                         | deutscher Jurist und Autor                                                                                      | 69    |       |
| 19. Februar | Jan Jacobus Lijnst Zwikker            | niederländischer Pharmazeut und Hochschullehrer                                                                 | 65    |       |
| 20. Februar | Heinrich Barkhausen                   | deutscher Physiker                                                                                              | 74    |       |
| 20. Februar | Harold King                           | britischer Chemiker                                                                                             | 68    |       |
| 20. Februar | Marie C. van der Kolf                 | niederländische Klassische Philologin und Gymnasiallehrerin                                                     | 61    |       |
| 20. Februar | Albert Edward Walters                 | britischer Radrennfahrer                                                                                        | 85    |       |
| 21. Februar | Karl Anton                            | deutscher Theologe                                                                                              | 68    |       |
| 21. Februar | Camillo Bregant                       | österreichischer Generalmajor                                                                                   | 76    |       |
| 21. Februar | Geo Davidson                          | italienischer Radrennfahrer                                                                                     | 90    |       |
| 21. Februar | Ismar Freund                          | deutscher Jurist und Historiker                                                                                 | 79    |       |
| 21. Februar | Edwin Franko Goldman                  | US-amerikanischer Komponist und Dirigent                                                                        | 78    |       |
| 21. Februar | Jake Guzik                            | jüdisch-amerikanischer Mobster                                                                                  | 69    |       |
| 21. Februar | Rafael Karsten                        | finnischer Soziologe, Ethnologe und Religionshistoriker                                                         | 76    |       |
| 21. Februar | Wilhelm Mademann                      | deutscher Politiker (SPD)                                                                                       | 77    |       |
| 21. Februar | Theodor Nüttgens                      | deutscher Historien- und Kirchenmaler der Düsseldorfer Schule                                                   | 80    |       |
| 21. Februar | Friedrich Schaper                     | deutscher Maler und Grafiker                                                                                    | 86    |       |
| 21. Februar | Martin Tille                          | deutscher Landschaftsmaler                                                                                      | 72    |       |
| 22. Februar | Aleksi Aaltonen                       | finnischer sozialdemokratischer Politiker, Mitglied des Reichstags                                              | 63    |       |
| 22. Februar | Hattie Carnegie                       | österreichisch-amerikanische Schmuck- und Modedesignerin                                                        | 66    |       |
| 22. Februar | Mário Augusto Teixeira de Freitas     | brasilianischer Statistiker                                                                                     | 65    |       |
| 22. Februar | Marie Amelie von Godin                | deutsche Schriftstellerin, Frauenrechtlerin und Albanologin                                                     | 73    |       |
| 22. Februar | Paul Léautaud                         | französischer Schriftsteller                                                                                    | 84    |       |
| 22. Februar | Harry Lewis                           | US-amerikanischer Boxer im Weltergewicht                                                                        | 69    |       |
| 22. Februar | Alexandros Svolos                     | griechischer Rechtswissenschaftler, Politiker und Ministerpräsident                                             |       |       |
| 23. Februar | Bruno Barthel                         | sächsischer Mundartdichter                                                                                      | 70    |       |
| 23. Februar | Jack Dragna                           | sizilianisch-amerikanischer Mafioso                                                                             | 64    |       |
| 23. Februar | Edward Galvin                         | irischer römisch-katholischer Bischof                                                                           | 73    |       |
| 23. Februar | Johannes Gabriel Granö                | finnischer Geograph                                                                                             | 73    |       |
| 23. Februar | Otto Hänssgen                         | deutscher Maler                                                                                                 | 70    |       |
| 23. Februar | Arturo Miolati                        | italienischer Chemiker                                                                                          | 86    |       |
| 23. Februar | Heinrich Wittich                      | deutscher Politiker (CDU), MdL                                                                                  | 64    |       |
| 24. Februar | Hermann Graedener                     | österreichischer Schriftsteller                                                                                 | 77    |       |
| 24. Februar | Heinrich Imig                         | deutscher Politiker (SPD), MdB, MdEP                                                                            | 62    |       |
| 24. Februar | Carl Krahn                            | deutscher Architekt                                                                                             | 75    |       |
| 24. Februar | André Perrottet von Laban             | Schweizer Bühnenbildner und Theaterbau-Visionär                                                                 | 40    |       |
| 24. Februar | Gerrit Smith Miller                   | US-amerikanischer Zoologe                                                                                       | 86    |       |
| 24. Februar | Dennis E. Nolan                       | US-amerikanischer Generalmajor                                                                                  | 83    |       |
| 25. Februar | Marij Kogoj                           | jugoslawischer Komponist                                                                                        | 63    |       |
| 25. Februar | Oswald Koltzenburg                    | deutscher NDPD-Funktionär                                                                                       | 65    |       |
| 25. Februar | Elmer Drew Merrill                    | US-amerikanischer Botaniker                                                                                     | 79    |       |
| 25. Februar | Horst Benno Adolf von Minckwitz       | deutscher Offizier, Militärflieger im Ersten Weltkrieg und maßgeblich am Aufbau der Fliegertruppen im Königr... | 79    |       |
| 25. Februar | Vincent B. Murphy                     | US-amerikanischer Politiker                                                                                     | 68    |       |
| 25. Februar | Heinrich Plönes                       | deutscher Pädagoge und Schriftsteller                                                                           | 70    |       |
| 26. Februar | James A. Donohoe                      | US-amerikanischer Jurist und Politiker                                                                          | 78    |       |
| 26. Februar | Pierre Gauchat                        | Schweizer Grafiker und Maler                                                                                    | 54    |       |
| 26. Februar | Lorenz Hagenbeck                      | deutscher Tierpark- und Zirkusdirektor                                                                          | 73    |       |
| 26. Februar | Elsie Janis                           | US-amerikanische Schauspielerin, Sängerin, Komponistin                                                          | 66    |       |
| 26. Februar | Rudolf Kanzler                        | deutscher Vermessungsingenieur und Politiker                                                                    | 83    |       |
| 26. Februar | Irvine Robertson                      | kanadischer Ruderer                                                                                             | 73    |       |
| 26. Februar | Gustav Specht                         | deutsch-baltischer Schriftsteller, Dichter und Übersetzer                                                       | 71    |       |
| 26. Februar | Walter von Wistinghausen              | deutsch-baltischer Schriftsteller und Schauspieler                                                              | 76    |       |
| 27. Februar | Karl August Balser                    | deutscher Generalkonsul und Kulturforscher                                                                      | 68    |       |
| 27. Februar | Herbert Gladitsch                     | deutscher Verwaltungsbeamter und Politiker (BCSV, CDU)                                                          | 51    |       |
| 27. Februar | John Jennings                         | US-amerikanischer Politiker                                                                                     | 75    |       |
| 27. Februar | Andrew Pitcairn-Knowles               | britischer Pressefotograf und Verleger                                                                          | 84    |       |
| 27. Februar | Günther Ramin                         | deutscher Organist, Cembalist, Chorleiter und Komponist                                                         | 57    |       |
| 27. Februar | Daniele Varè                          | italienischer Schriftsteller                                                                                    | 76    |       |
| 28. Februar | Florentino Ávidos                     | brasilianischer Ingenieur und Politiker                                                                         | 85    |       |
| 28. Februar | Caroline Brown Bourland               | US-amerikanische Romanistin und Hispanistin                                                                     | 84    |       |
| 28. Februar | Howard A. Coffin                      | US-amerikanischer Politiker                                                                                     | 78    |       |
| 28. Februar | Wladimir Petrowitsch Filatow          | sowjetischer Chirurg und Augenarzt                                                                              | 81    |       |
| 28. Februar | Fritz Grass                           | deutscher Politiker (Zentrum)                                                                                   | 64    |       |
| 28. Februar | Arthur Hayday                         | britischer Politiker (Labour Party) und Gewerkschafter                                                          | 86    |       |
| 28. Februar | Harley M. Kilgore                     | US-amerikanischer Politiker (Demokratische Partei)                                                              | 63    |       |
| 28. Februar | Edmund May                            | deutscher Architekt                                                                                             | 79    |       |
| 28. Februar | Frigyes Riesz                         | ungarischer Mathematiker                                                                                        | 76    |       |
| 28. Februar | Ernst Sauermann                       | deutscher Kunsthistoriker, Museumsdirektor und Provinzialkonservator                                            | 75    |       |
| 29. Februar | Eberhard Baumann                      | deutscher evangelischer Theologe, Konsistorialrat und Superintendent                                            | 84    |       |
| 29. Februar | Herbert S. Duffy                      | US-amerikanischer Jurist und Politiker (Demokratische Partei)                                                   | 56    |       |
| 29. Februar | Paula Geiger-von Blanckenburg         | deutsche Malerin und Grafikerin                                                                                 | 80    |       |
| 29. Februar | W. Howard Greene                      | US-amerikanischer Kameramann                                                                                    | 60    |       |
| 29. Februar | Juan Federico Ponce Vaidez            | guatemaltekischer Präsident                                                                                     | 66    |       |
| 29. Februar | Elpidio Quirino                       | philippinischer Präsident                                                                                       | 65    |       |
| 29. Februar | Simón Radowitzky                      | ukrainischer Anarchist                                                                                          |       |       |
| 29. Februar | Max Ulrich Schoop                     | Schweizer Erfinder des Metallspritzverfahrens                                                                   | 85    |       |
| Februar     | Isak Abelsen                          | grönländischer Landesrat                                                                                        | 76    |       |

## März
| Tag      | Name                                  | Beruf, bekannt als                                                                                         | Alter | Beleg |
| -------- | ------------------------------------- | --- | ----- | ----- |
| 1. März  | Albert Callam                         | deutscher Politiker (KPD), Verlagsleiter                                                                   | 69    |       |
| 1. März  | Touria Chaoui                         | erste marokkanische und arabische Frau, die einen Pilotschein erwarb                                       | 19    |       |
| 1. März  | Toni Gaßner-Wechs                     | deutsche Mundartdichterin                                                                                  | 56    |       |
| 1. März  | Henriette Renié                       | französische Harfenistin und Komponistin                                                                   | 80    |       |
| 1. März  | Franz Spemann                         | deutscher Schriftsteller und Sekretär der Deutschen Christlichen Studentenvereinigung                      | 79    |       |
| 2. März  | Sigurd Frosterus                      | finnischer Architekt und Kunstkritiker                                                                     | 79    |       |
| 2. März  | Paul Wynand                           | deutscher Bildhauer                                                                                        | 77    |       |
| 2. März  | Eugenio Zolli                         | Großrabbiner von Rom, Überlebender des Holocaust                                                           | 74    |       |
| 3. März  | Marguerite Dilhan                     | französische Juristin                                                                                      | 79    |       |
| 3. März  | Hugo Köcke                            | deutscher Maler und Grafiker                                                                               | 81    |       |
| 3. März  | Ernst Loof                            | deutscher Ingenieur, Rennfahrer und Unternehmer                                                            | 48    |       |
| 3. März  | Charles Nix                           | britischer Sportschütze                                                                                    | 82    |       |
| 3. März  | Karl Rehbein                          | deutscher sozialdemokratischer Politiker und Gewerkschafter, MdL                                           | 70    |       |
| 3. März  | Johann Vonmoos                        | Schweizer Politiker (FDP)                                                                                  | 82    |       |
| 4. März  | Ola Alsen                             | deutsche Schriftstellerin und Redakteurin                                                                  | 75    |       |
| 4. März  | Hans Braumüller                       | deutscher Generalmajor im Zweiten Weltkrieg                                                                | 73    |       |
| 4. März  | Selma Des Coudres                     | lettisch-deutsche Malerin                                                                                  | 73    |       |
| 4. März  | Herbert Wesley Cummings               | US-amerikanischer Politiker                                                                                | 82    |       |
| 4. März  | Scott Fitzhugh                        | US-amerikanischer Politiker                                                                                | 67    |       |
| 4. März  | Otto Harder                           | deutscher Fußballspieler und Wachmann in Konzentrationslagern                                              | 63    |       |
| 4. März  | Hattori Shizō                         | japanischer Historiker                                                                                     | 54    |       |
| 4. März  | Ernest G. Liebold                     | amerikanischer Bankenvorstand und Sekretär Henry Fords                                                     | 71    |       |
| 4. März  | Willy Prager                          | deutscher Schauspieler, Regisseur, Kabarettist, Librettist und Drehbuchautor                               | 78    |       |
| 4. März  | Vigilio Federico Dalla Zuanna         | Generalminister des Kapuzinerordens, Bischof von Carpi                                                     | 75    |       |
| 5. März  | Kurt Gildisch                         | deutscher Polizeibeamter und SS-Offizier                                                                   | 52    |       |
| 5. März  | Erich Itor Kahn                       | deutscher Musiker                                                                                          | 50    |       |
| 5. März  | Hans Schaanning                       | norwegischer Ornithologe und Polarforscher                                                                 | 78    |       |
| 6. März  | Arnold Berger                         | Schweizer Architekt                                                                                        | 73    |       |
| 6. März  | Edyth Edwards                         | deutsche Film- und Bühnenschauspielerin                                                                    | 56    |       |
| 6. März  | Harald Hansen                         | norwegischer Turner                                                                                        | 71    |       |
| 6. März  | Adolf Sautter                         | deutscher Bildhauer                                                                                        | 83    |       |
| 7. März  | John Emerson                          | US-amerikanischer Drehbuchautor, Filmregisseur und Filmproduzent                                           | 81    |       |
| 7. März  | Johannes Gandil                       | dänischer Fußballspieler und Leichtathlet                                                                  | 82    |       |
| 7. März  | Szádok Szabó                          | ungarischer Dominikaner und Theologe                                                                       | 86    |       |
| 7. März  | Sebastian Vogl                        | deutscher Mathematiker und Physiker                                                                        | 83    |       |
| 8. März  | Drastamat Kanajan                     | armenischer Militär und Politiker                                                                          | 71    |       |
| 8. März  | Oda Kazuma                            | japanischer Maler                                                                                          | 73    |       |
| 8. März  | Ewald Reinhard                        | deutscher Schriftsteller                                                                                   | 71    |       |
| 8. März  | Friedrich von Toggenburg              | österreichischer Statthalter und Innenminister, italienisch-südtiroler Abgeordneter                        | 89    |       |
| 9. März  | Felix Bichl                           | österreichischer Bauer und Politiker, Landtagsabgeordneter, Abgeordneter zum Nationalrat                   | 80    |       |
| 9. März  | Aylward Manley Blackman               | britischer Ägyptologe                                                                                      | 73    |       |
| 9. März  | Mario Casella                         | italienischer Romanist, Italianist und Hispanist                                                           | 69    |       |
| 9. März  | Ali Akbar Dehchoda                    | persischer Linguist und Literat                                                                            |       |       |
| 9. März  | Hans Eichler                          | deutscher Bergassessor und Manager der Montanindustrie                                                     | 76    |       |
| 9. März  | Pavia Høegh                           | grönländischer Zimmermann, Architekt und Landesrat                                                         | 70    |       |
| 9. März  | Paul Kretschmer                       | deutscher Linguist                                                                                         | 89    |       |
| 9. März  | Oskar Wischeropp                      | deutscher Politiker (KPD/Leninbund), Widerstandskämpfer                                                    | 73    |       |
| 10. März | Hermann Bruckhoff                     | deutscher Politiker (Fortschrittliche Volkspartei, DDP, LDP), MdR                                          | 81    |       |
| 10. März | Hans Herbert Hohlfeld                 | deutscher Wirtschaftswissenschaftler                                                                       | 52    |       |
| 10. März | Konrad Nimetz                         | österreichischer Politiker (SPÖ), Landtagsabgeordneter                                                     | 61    |       |
| 10. März | Vere Ponsonby, 9. Earl of Bessborough | britischer Geschäftsmann und Politiker, Generalgouverneur von Kanada                                       | 75    |       |
| 10. März | Rudolf von Scholtz                    | deutscher Philologe                                                                                        | 65    |       |
| 10. März | George Wilson                         | US-amerikanischer Boxer                                                                                    | 38    |       |
| 11. März | Adolf von Heintze-Weißenrode          | deutscher Beamter, Landrat im Kreis Bordesholm                                                             | 91    |       |
| 11. März | Max Paulsen                           | österreichischer Schauspieler, Regisseur und Theaterleiter                                                 | 79    |       |
| 11. März | Wilhelm Nicolaus Prachensky           | österreichischer Maler, Grafiker und Architekt                                                             | 58    |       |
| 11. März | Sergei Nikiforowitsch Wassilenko      | russischer Komponist und Dirigent                                                                          | 83    |       |
| 12. März | Heinrich Barth                        | deutscher Maler und Autor                                                                                  | 74    |       |
| 12. März | Bolesław Bierut                       | polnischer kommunistischer Politiker und später Staatspräsident der Volksrepublik Polen                    | 63    |       |
| 12. März | Peter Goessler                        | deutscher Archäologe                                                                                       | 83    |       |
| 12. März | Reidar Tønsberg                       | norwegischer Turner                                                                                        | 62    |       |
| 12. März | Ferdinand Tutenberg                   | deutscher Landschaftsgärtner                                                                               | 81    |       |
| 13. März | Alfred Byrne                          | irischer Politiker, Mitglied des House of Commons                                                          | 73    |       |
| 13. März | Shikazo Iguchi                        | japanischer Bauingenieur                                                                                   | 66    |       |
| 13. März | Richard Schayer                       | US-amerikanischer Drehbuchautor                                                                            | 75    |       |
| 13. März | Max Vogler                            | deutscher Kaufmann und Senator (Bayern)                                                                    | 62    |       |
| 13. März | Gustav Wenk                           | Schweizer Politiker (SP)                                                                                   | 71    |       |
| 13. März | Walther Wülfing                       | deutscher Offizier der Schutztruppe in Südwestafrika, später Autor der Kolonialliteratur                   | 77    |       |
| 14. März | David Browning                        | US-amerikanischer Wasserspringer                                                                           | 24    |       |
| 14. März | Paul Arnold Grun                      | deutscher Genealoge und Autor                                                                              | 83    |       |
| 14. März | Hermann Smiel                         | deutscher Radrennfahrer                                                                                    | 75    |       |
| 14. März | Lars Sonck                            | finnischer Architekt der Nationalromantik                                                                  | 85    |       |
| 14. März | Fritz Stein                           | deutscher Theologe                                                                                         | 76    |       |
| 14. März | Yoshida Takako                        | japanische Komponistin, Autorin und Aktivistin                                                             | 46    |       |
| 15. März | Robert Bing                           | deutsch-schweizerischer Neurologe                                                                          | 77    |       |
| 15. März | Ernst Rüdiger Starhemberg             | österreichischer Politiker und Heimwehrführer                                                              | 56    |       |
| 15. März | Maria Charlotte Sweceny               | österreichische Verlagsgesellschafterin                                                                    | 51    |       |
| 16. März | Hans Sigmund Jaretzki                 | deutscher Architekt                                                                                        | 65    |       |
| 16. März | Sergei Wassiljewitsch Jewsejew        | russischer Komponist                                                                                       | 62    |       |
| 16. März | Paul Matthes                          | deutscher Maler und Grafiker                                                                               | 84    |       |
| 16. März | Gustav Schumann                       | deutscher Politiker (SPD), MdR, MdL                                                                        | 76    |       |
| 16. März | Harry Söderman                        | schwedischer Kriminalist, Leiter der schwedischen kriminaltechnischen Anstalt (1939–1953)                  | 53    |       |
| 16. März | Günther Trauer                        | deutscher Bauingenieur, Stadtplaner und Baubeamter                                                         | 77    |       |
| 17. März | Fred Allen                            | US-amerikanischer Schauspieler, Komiker und Radiomoderator                                                 | 61    |       |
| 17. März | Henry Frederick Baker                 | britischer Mathematiker                                                                                    | 89    |       |
| 17. März | Heinrich Düll                         | deutscher Bildhauer                                                                                        | 88    |       |
| 17. März | Irène Joliot-Curie                    | französische Chemikerin                                                                                    | 58    |       |
| 17. März | Erich Wegener                         | deutscher Maler                                                                                            | 51    |       |
| 18. März | Louis Bromfield                       | US-amerikanischer Schriftsteller                                                                           | 59    |       |
| 18. März | Alonzo G. Decker                      | US-amerikanischer Unternehmer, Erfinder und Theosoph, Mitbegründer des Maschinenherstellers Black & Decker | 72    |       |
| 18. März | Benjamin Glazer                       | US-amerikanischer Drehbuchautor, Filmproduzent und Regisseur                                               | 68    |       |
| 18. März | Bernhard Milt                         | Schweizer Internist, Medizinhistoriker und Hochschullehrer                                                 | 59    |       |
| 18. März | Friedrich Panzer                      | deutscher Germanist                                                                                        | 85    |       |
| 18. März | Hans Rieck                            | deutscher Landrat und Regierungsvizepräsident                                                              | 75    |       |
| 18. März | Paul Straßenberger                    | deutscher Politiker (KPD/SED), Wirtschaftsfunktionär                                                       | 45    |       |
| 18. März | Nikolaj Velimirović                   | orthodoxer Bischof                                                                                         | 75    |       |
| 19. März | Nello Bartolini                       | italienischer Hindernis- und Langstreckenläufer                                                            | 51    |       |
| 19. März | Michael Berthold                      | österreichischer Politiker                                                                                 | 73    |       |
| 19. März | Wilhelm Liese                         | römisch-katholischer Priester und Schriftsteller                                                           | 79    |       |
| 19. März | Rudolf Veiel                          | deutscher Offizier, General der Panzertruppe im Zweiten Weltkrieg                                          | 72    |       |
| 19. März | Franz Xaver Weiss                     | österreichisch-tschechoslowakischer Wirtschaftswissenschaftler                                             | 70    |       |
| 20. März | Wilhelm Miklas                        | österreichischer Politiker (CS), Landtagsabgeordneter und Bundespräsident                                  | 83    |       |
| 20. März | Park In-hwan                          | südkoreanischer Lyriker                                                                                    | 29    |       |
| 20. März | Ernst Wagemann                        | deutscher Statistiker                                                                                      | 72    |       |
| 21. März | Hatı Çırpan                           | türkische Bäuerin und Abgeordnete                                                                          |       |       |
| 21. März | Fanny Durack                          | australische Schwimmerin                                                                                   | 66    |       |
| 21. März | Per Kaufeldt                          | schwedischer Fußballspieler, -trainer, Bandy- und Eishockeyspieler                                         | 53    |       |
| 21. März | Karl Kergl                            | deutscher Architekt der Postbauschule                                                                      | 58    |       |
| 21. März | Hans Müller-Schlösser                 | Düsseldorfer Regiolektdichter und Dramatiker                                                               | 71    |       |
| 21. März | Raymond E. Willis                     | US-amerikanischer Politiker (Republikanische Partei)                                                       | 80    |       |
| 22. März | Karl Barlen                           | deutscher Offizier, zuletzt General der Flieger                                                            | 65    |       |
| 22. März | Francisco de Aquino Correia           | brasilianischer römisch-katholischer Bischof, Salesianer Don Boscos                                        | 70    |       |
| 22. März | Louis Cukela                          | US-amerikanischer Soldat, zweifacher Träger der Medal of Honor                                             | 67    |       |
| 22. März | Wilhelm Deutsch                       | deutscher Politiker (Zentrum, CDU), MdL                                                                    | 78    |       |
| 22. März | Richard Janthur                       | deutscher Zeichenlehrer, Graphiker und Maler                                                               | 72    |       |
| 22. März | Emil Kneiß                            | deutscher Karikaturist und Plakatkünstler                                                                  | 88    |       |
| 22. März | Eduardo Lonardi                       | argentinischer Politiker (parteilos) und Militär                                                           | 59    |       |
| 22. März | George Sarton                         | US-amerikanischer Wissenschaftshistoriker                                                                  | 71    |       |
| 22. März | Heinrich Tilemann                     | deutscher evangelischer Theologe, Präsident des Oberkirchenrates in Oldenburg                              | 78    |       |
| 22. März | Bonifaz Zölß                          | österreichischer Geistlicher und Abt von Admont                                                            | 81    |       |
| 23. März | Mort Dixon                            | amerikanischer Musiker, Liedermacher und Textdichter                                                       | 64    |       |
| 24. März | Willem Hendrik Keesom                 | niederländischer Physiker                                                                                  | 79    |       |
| 24. März | Bob Lambert                           | irischer Badminton- und Cricketspieler                                                                     | 81    |       |
| 24. März | Heinrich Stollhof                     | Priester der Diözese Speyer, Geistlicher Rat, Divisions- und Hochseeflottenpfarrer                         | 77    |       |
| 24. März | Wilma von Vukelich                    | kroatische Schriftstellerin                                                                                | 76    |       |
| 24. März | Edmund Taylor Whittaker               | britischer Mathematiker                                                                                    | 82    |       |
| 24. März | Julius Zerfaß                         | deutscher Journalist und Schriftsteller                                                                    | 70    |       |
| 25. März | George Foote                          | US-amerikanischer Komponist                                                                                | 70    |       |
| 25. März | Carl Hauser                           | Schweizer Militärarzt                                                                                      | 89    |       |
| 25. März | Wolfgang Hoffmann                     | deutscher Jurist, Oberbürgermeister von Freiburg im Breisgau                                               | 62    |       |
| 25. März | Albrecht Michler                      | österreichischer Architekt                                                                                 | 78    |       |
| 25. März | Robert Newton                         | britischer Schauspieler                                                                                    | 50    |       |
| 25. März | Franz Schulz                          | österreichischer Politiker (SPÖ), Mitglied des Bundesrates                                                 | 64    |       |
| 27. März | Frans Beelaerts van Blokland          | Außenminister der Niederlande                                                                              | 84    |       |
| 27. März | Sidney Carter                         | kanadischer Fotograf, Kunst- und Antiquitätenhändler                                                       | 76    |       |
| 27. März | Jens Kristian Jensen                  | dänischer Turner                                                                                           | 71    |       |
| 27. März | Évariste Lévi-Provençal               | französischer Mediävist, Orientalist, Arabist und Islamwissenschaftler                                     |       |       |
| 27. März | Giuseppe Merosi                       | italienischer Automobil-Konstrukteur                                                                       | 83    |       |
| 28. März | Burghard Breitner                     | österreichischer Chirurg und Schriftsteller                                                                | 71    |       |
| 28. März | Charles Fouqueray                     | französischer Maler                                                                                        | 86    |       |
| 28. März | Thomas de Hartmann                    | russischer Komponist                                                                                       | 71    |       |
| 28. März | Kineya Jōkan II.                      | japanischer Nagauta-Sänger und Komponist                                                                   | 82    |       |
| 29. März | Hans Hermann Adler                    | Zeitungswissenschaftler und Professor der Universität Heidelberg                                           | 64    |       |
| 29. März | Alfons de Borbón                      | spanischer Adeliger, Mitglied des Hauses Bourbon                                                           | 14    |       |
| 29. März | Gerard Dewhurst                       | englischer Fußballspieler                                                                                  | 84    |       |
| 29. März | Otto Willi Gail                       | deutscher Wissenschaftsjournalist und Schriftsteller                                                       | 59    |       |
| 29. März | Ahmed Redha Houhou                    | algerischer Schriftsteller                                                                                 |       |       |
| 29. März | Victor Lelièvre                       | Oblate der makellosen Jungfrau Maria und Missionar                                                         | 80    |       |
| 29. März | Ernst Meurer                          | deutscher Aquarellmaler                                                                                    | 72    |       |
| 29. März | Adolf Stelter                         | deutscher Jurist und Politiker                                                                             | 74    |       |
| 29. März | Fuat Uzkınay                          | türkischer Kameramann und Regisseur                                                                        |       |       |
| 29. März | Erich Wolfsfeld                       | deutscher Maler, Grafiker und Radierer                                                                     | 71    |       |
| 30. März | E. C. Bentley                         | britischer Schriftsteller                                                                                  | 80    |       |
| 30. März | Siegfried Dessauer                    | deutscher Schauspieler, Aufnahmeleiter, Filmregisseur und Drehbuchautor                                    | 81    |       |
| 30. März | Fritz Lehmann                         | deutscher Dirigent und Hochschullehrer                                                                     | 51    |       |
| 30. März | Thomas Dufferin Pattullo              | kanadischer Politiker                                                                                      | 83    |       |
| 31. März | Ragnar Berg                           | schwedischer Chemiker und Ernährungswissenschaftler                                                        | 82    |       |
| 31. März | Ralph DePalma                         | US-amerikanischer Motorrad- und Automobilrennfahrer                                                        | 73    |       |
| 31. März | Eugen Stollreither                    | deutscher Philologe und Bibliothekar                                                                       | 81    |       |
| 31. März | Hallett Sydney Ward                   | US-amerikanischer Politiker                                                                                | 85    |       |
| 31. März | Compton I. White                      | US-amerikanischer Politiker                                                                                | 78    |       |
| März     | Kurt Reichl                           | österreichischer Freimaurer und Antifreimaurer                                                             | 56    |       |
| März     | Wilhelm Rothhaupt                     | deutscher Schriftsteller und Kolonialpolitiker                                                             | 67    |       |